# Cotxe zero

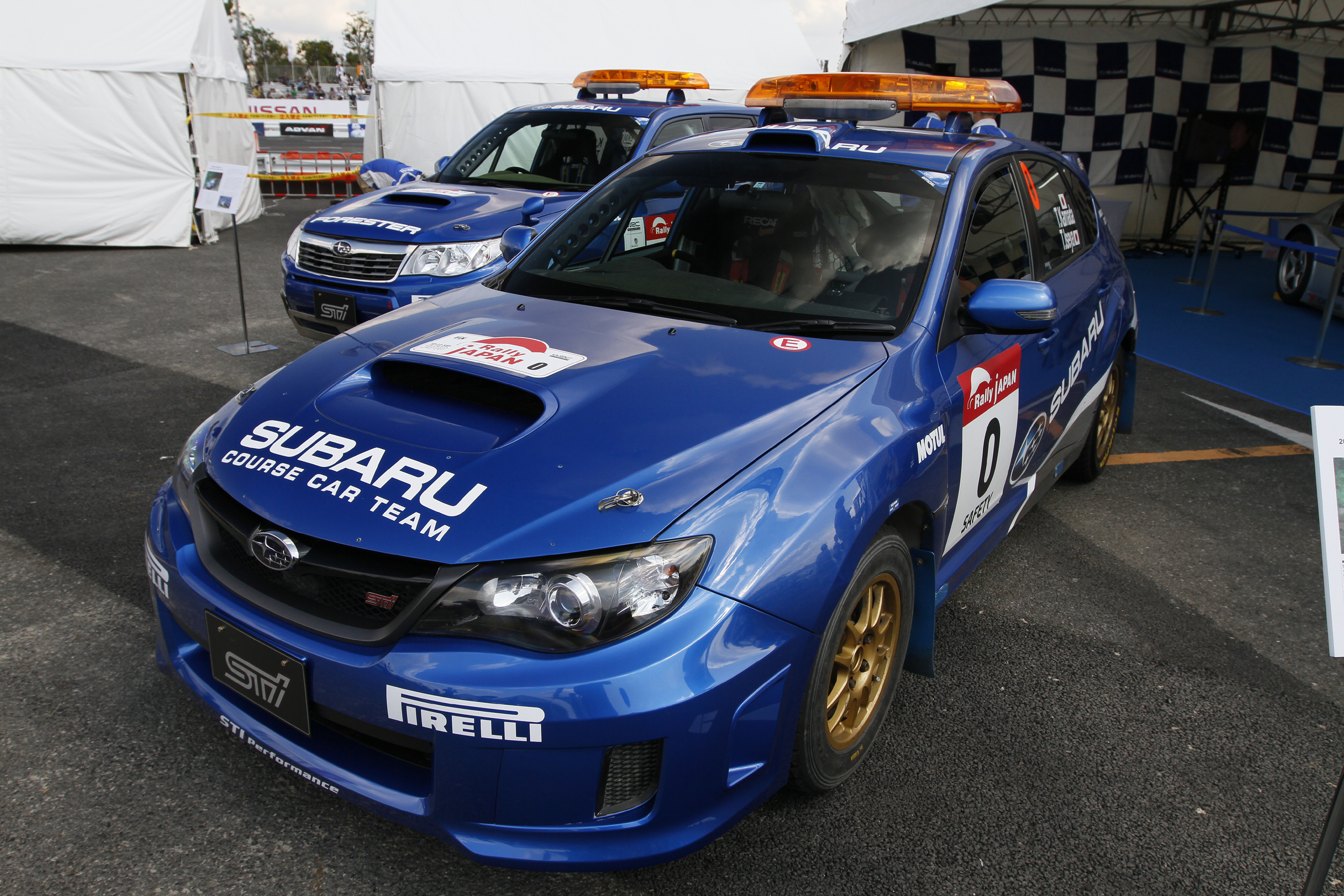
Subaru Impreza retolat com a Cotxe 0.

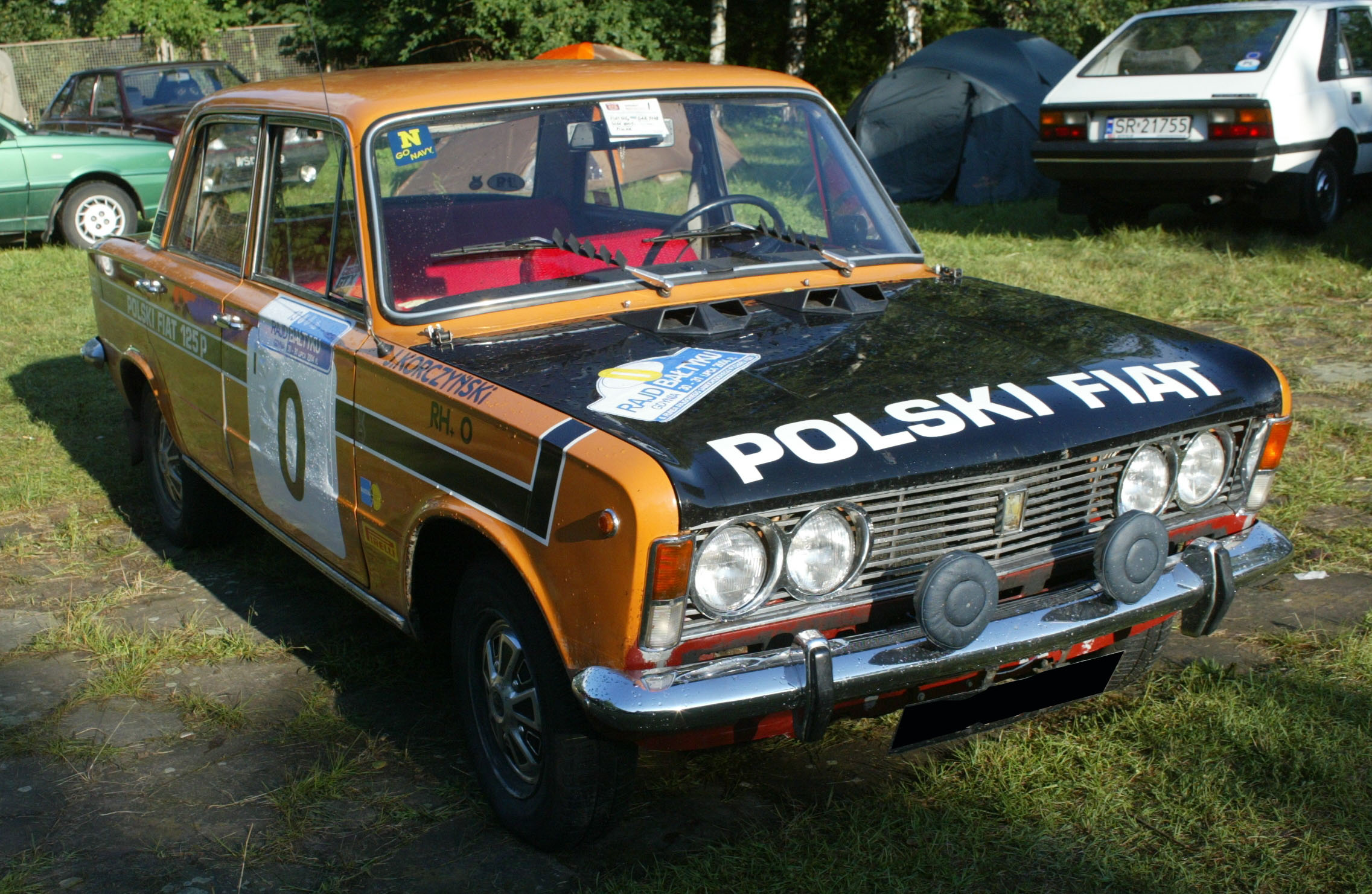
Un Fiat 125 com a Cotxe 0.

Un cotxe zero (també anomenat vehicle zero) és un vehicle especial que participa en les proves de ral·li i que circula com a últim cotxe dins de la caravana de seguretat i un minut abans del primer participant.
La funció real d'aquest vehicle és mostrar al públic present als trams la velocitat i la traçada dels participants en el ral·li. És per això que aquest cotxe està preparat per a la competició, amb totes les mesures els i controls de seguretat rutinàries per a aquests vehicles, però amb l'excepció que no competeix en la prova.
Encara que aquesta pugui ser la seva funció real, en la competició suposa més un atractiu mediàtic per a la prova que una altra cosa, ja que, generalment, els organitzadors d'una prova de ral·lis solen buscar pilots de gran nivell, fins i tot retirats de la competició, perquè hi participin com a cotxe zero.
Al Campionat d'Espanya de Ral·lis, des de fa uns anys s'utilitza un Ferrari 360 Modena com a cotxe zero, pilotat per Marc Blázquez. Pilots reconeguts com Carlos Sainz han participat en algunes proves del Mundial, com les d'Alemanya o Portugal.